# Vingat svärd
Vingat svärd är ett konventionellt släktnamn på en medeltida frälsesläkt från  Södermanland som i slutet av 1200-talet i vapnet förde ett vingat svärd. Den har ibland sammanblandats med ätten Liljeörn,
Nils Petersson (vingat svärd) var häradhövding i Hagunda härad och skrev sig till Hammarskog 1376-1390, en sätesgård hon ärvde från sin mor Klara Ray (kluven sköld med två balkar i västra fältet).
Under 1400-talet nämns Ivar Jönsson till Svansholmen vars dotter Margareta Ivarsdotter skall ha varit gift med Nils Nilsson Bratt af Höglunda, medan en son Jöns Ivarsson till Svansholmen blev far till Ivar Jönsson till Svansholmen .